# Compotier, Verre et Pommes
Compotier, Verre et Pommes ou Nature morte au compotier est un tableau du peintre français Paul Cézanne réalisé entre 1879 et 1880. Cette huile sur toile est une nature morte représentant, comme son nom l'indique, un compotier, un verre à moitié plein d'eau et des pommes. Elle est conservée à Paris au sein d'une collection privée. Elle figure en outre au centre de l'Hommage à Cézanne de Maurice Denis.

## Contexte
Cézanne considérait la nature morte comme un genre à part entière, alors qu'au cours du XIXe siècle, elle était principalement considérée comme un objet de pratique par de nombreux peintres de formation académique. Il y a trouvé son propre langage visuel, qui convenait à sa manière lente de peindre et avec lequel il a réussi à tempérer son caractère capricieux. Tout au long de sa carrière, il continuera à peindre des natures mortes, dans un style totalement nouveau à l'époque, dans un besoin presque obsessionnel de se répéter. Il passait des heures à disposer les objets avant de commencer à peindre. Il recherchait constamment l'équilibre de la composition, notamment par une alternance équilibrée de formes, de textures et de couleurs. Il a toujours cherché à obtenir une composition totale.
Malgré le fait qu'à la fin du XIXe siècle, les natures mortes semblent être devenues obsolètes, Cézanne connaît dès le début un grand succès avec ses compositions, notamment auprès du grand public. Presque à lui seul, il a remis le genre sur la carte. Ces œuvres ont donc largement contribué au succès final de l'impressionnisme, à une époque où le mouvement devait encore trouver sa place.

## Description
Pour la coupe de fruits, le verre et les pommes, Cézanne a disposé les objets selon de multiples perspectives. Les contours sombres des fruits se fondent les uns dans les autres, formant un tout. Ils relient également le premier plan à l'arrière-plan. L'arrière-plan est sombre mais semble remarquablement proche du spectateur.
Pour donner de la profondeur à l'œuvre, Cézanne ajoute un couteau sur la table en diagonale. Cette astuce, qu'il avait copiée au Louvre de Jean-Baptiste Siméon Chardin, qu'il admirait, il l'utilisera plus tard dans d'autres de ses natures mortes.
Les coups de pinceau sont puissants, appliqués en parallèle dans une direction diagonale, comme le faisaient souvent les impressionnistes. Cela donne une structure un peu plus fine, mais en même temps des effets de couleur plus vagues, comme dans les fleurs du papier peint et dans le verre. Le blanc de la serviette et de la coupe de fruits apporte de la lumière et conduit le regard du spectateur vers le centre du tableau. Le bleu est utilisé pour créer des ombres et donner plus de profondeur aux formes. L'arrangement minutieux et l'exécution technique équilibrée qui caractérisent la méthode de Cézanne sont évidents en tout.

## Historique
Gauguin est tellement impressionné par le Compotier, Verre et Pommes de Cézanne qu'il achète l'œuvre directement à l'artiste et l'utilise pour étudier son "secret". Il l'a disséquée sous tous ses aspects et l'a copiée plusieurs fois, adoptant notamment la technique des traits dans une seule direction. Dans les années 1880, Gauguin va peindre toute une série de natures mortes, indubitablement inspirées par Cézanne. En 1890, il peint un autre Portrait de jeune femme, pour lequel la nature morte dont il est question ici sert de fond.
Quel que soit l'attachement de Gauguin à ce tableau (il l'appelait souvent la prunelle de ses yeux et la perle de sa collection), après avoir définitivement échangé la France contre Tahiti en 1895 et avoir eu besoin d'argent pour se soigner, il le vendit néanmoins. Son ami Maurice Denis immortalise ce moment en 1900, lorsqu'il est mis en vente dans la galerie d'art d'Ambroise Vollard. Le tableau de Denis, intitulé Hommage à Cézanne, est rétrospectif. Il marque la transition dans l'œuvre de Denis du cloisonnisme de Gauguin vers un style plus traditionnel, fortement influencé par Cézanne. Le compotier, le verre et les pommes de Cézanne semblent avoir été salués par la critique. 